# بوسارة متسكعة
بوسارة متسكعة (الاسم العلمي: Bosara errabunda) هي نوع من الحشرات تتبع جنس البوسارة من الفصيلة الأرفية.